# یان زامویسکی
یان ساریوش زامویسکی (لاتین: Ioannes Zamoyski de Zamoscie؛ ۱۹ مارس ۱۵۴۲ – ۳ ژوئن ۱۶۰۵) یک شلختا، اشرافی و سیاستمدار لهستانی اهل مشترک‌المنافع لهستان–لیتوانی بود.